# Holasteron pusillum
Holasteron pusillum är en spindelart som beskrevs av Baehr 2004. Holasteron pusillum ingår i släktet Holasteron och familjen Zodariidae. Inga underarter finns listade i Catalogue of Life.